# زنگ دسته‌بندی

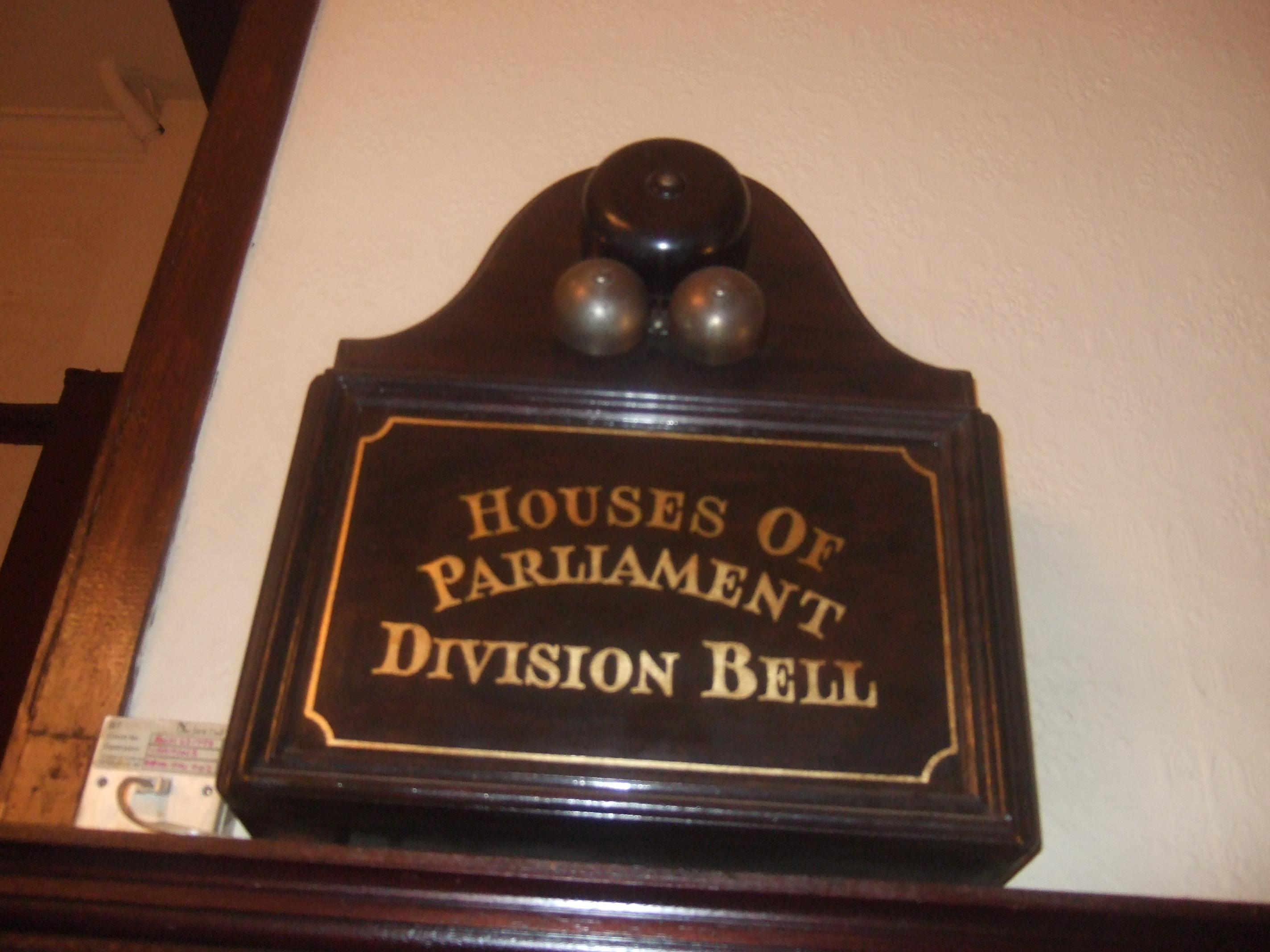
زنگ دسته‌بندی در مجلسین بریتانیا.

زنگ دسته‌بندی (به انگلیسی: Division Bell) زنگی است که در پارلمان بریتانیا و استرالیا زده می‌شود به این نشانه که نمایندگان باید ایستاده و هر گروه هم‌نظر کنار هم قرار گرفته و دسته‌ای جداگانه را تشکیل دهند تا بدین طریق رأی‌گیری در مورد لایحه‌ای انجام شود.
پس از زده شدن زنگ دسته‌بندی، نمایندگان هشت دقیقه فرصت دارند تا به «سرسرای دسته» خود رفته و له یا علیه لایحه یا قطعنامه‌ای رأی دهند. از آنجا که ممکن است برخی از نمایندگان به هنگام رأی‌گیری در دفاتر دیگر ساختمان پارلمان یا در غذاخوری‌ها و کافه‌های اطراف باشند، در این مکان‌ها هم زنگ‌های دسته‌بندی کار گذاشته شده تا نمایندگان با شنیدن آن خود را به اتاق‌های رأی‌گیری برسانند.
پارلمان بریتانیا در وستمینستر لندن واقع شده و منطقه‌ای در اطراف پارلمان که توسط زنگ دسته‌بندی پوشش داده می‌شود اصطلاحاً «دهکده وستمینستر» یا «حباب وستمینستر» نامیده می‌شود.
دستگاه‌های فرستنده مربوط به زنگ‌های دسته‌بندی پارلمان بریتانیا در اواخر سده نوزدهم ساخته شدند اما در بمباران ۱۹۴۱ نابود شدند و پس از آن دوباره بازسازی شدند.